# Tortisambert
Tortisambert är en kommun i departementet Calvados i regionen Normandie i norra Frankrike. Kommunen ligger i kantonen Livarot som ligger i arrondissementet Lisieux. År 2018 hade Tortisambert 125 invånare.

## Befolkningsutveckling
Antalet invånare i kommunen Tortisambert
Referens:INSEE